# Lepidodactylus browni
Espèce
Lepidodactylus browni est une espèce de geckos de la famille des Gekkonidae.

## Répartition
Cette espèce est endémique de Papouasie-Nouvelle-Guinée.

## Étymologie
Cette espèce est nommée en l'honneur de Walter Creighton Brown.

## Publication originale
- Pernetta & Black, 1983 : Species of gecko (Lepidodactylus) in the Port Moresby Area, with the description of a new species. Journal of Herpetology, vol. 17, n. 2, p. 121-128.